# Patellapis capillipalpis
Patellapis capillipalpis är en biart som först beskrevs av Cockerell 1946.  Patellapis capillipalpis ingår i släktet Patellapis och familjen vägbin. Inga underarter finns listade i Catalogue of Life.